# 1907 год в спорте
Список 1907 год в спорте перечисляет спортивные события, произошедшие в 1907 году.

## Российская империя
- Всероссийский турнир 1907;
- Чемпионат России по конькобежному спорту 1907;
- Создан футбольный клуб «Черноморец» (Новороссийск);

## Международные события
- Образована первая в Европе Венгерская спортивная федерация, включающая 8 (затем 10) университетов и колледжей Венгрии.
- Кубок домашних наций 1907;
- Матч за звание чемпиона мира по шахматам 1907;
- Тур де Франс 1907;
- Создан баскетбольный клуб «Фенербахче-Улкер»;

### Чемпионаты Европы
- Чемпионат Европы по конькобежному спорту 1907;
- Чемпионат Европы по фигурному катанию 1907;

### Чемпионаты мира
- Матч за звание чемпиона мира по шахматам 1907;
- Чемпионат мира по тяжёлой атлетике 1907;
- Чемпионат мира по фигурному катанию 1907;

### Регби
- Кубок домашних наций 1907;

Созданы клубы:
- КАСИ;
- «Нарбонна»;
- «Тулуза»;

### Футбол
- Чемпионат Уругвая по футболу 1907;
- Созданы клубы:
  - «Аталанта»;
  - «Атлетико Рафаэла»;
  - «Берлинер АК 07»;
  - «Боруссия» (Нойнкирхен);
  - «Вальдхоф»;
  - «Венеция»;
  - «Гуарани» (Баже);
  - «Дегерфорс»;
  - «Европа»;
  - «Женесс» (Эш);
  - «Колон» (Монтевидео);
  - «Конкордия» (Базель);
  - «Лаваль»;
  - «Лейшойнш»;
  - «Лустенау 07»;
  - «Мутала»;
  - «Опава»;
  - «Отвидаберг»;
  - «Савона»;
  - «Сан-Мартин» (Сан-Хуан);
  - «Сириус»;
  - СПАЛ;
  - «Стрёмсгодсет»;
  - «Унион» (Санта-Фе);
  - «Фенербахче»;
  - «Хальмия»;
  - «Хамрун Спартанс»;
  - «Хельсингборг»;
  - ХИК;
  - «Химнастика» (Торрелавега);
  - ЧФР;
  - «Эгри»;
  - «Эльферсберг»;
  - «Юве Стабия»;

#### Англия
- Футбольная лига Англии 1906/1907;
- Футбольная лига Англии 1907/1908;
- ФК «Манчестер Юнайтед» в сезоне 1907/1908;
- ФК «Челси» в сезоне 1906/1907;

### Шахматы
- Карлсбад 1907;
- Лондон 1907;
- Матч за звание чемпиона мира по шахматам 1907;
- Остенде 1907;

### Автоспорт в сезоне 1907
- Targa Florio;
- Гран-при Франции;